# José Manuel Miralles i Piqueres

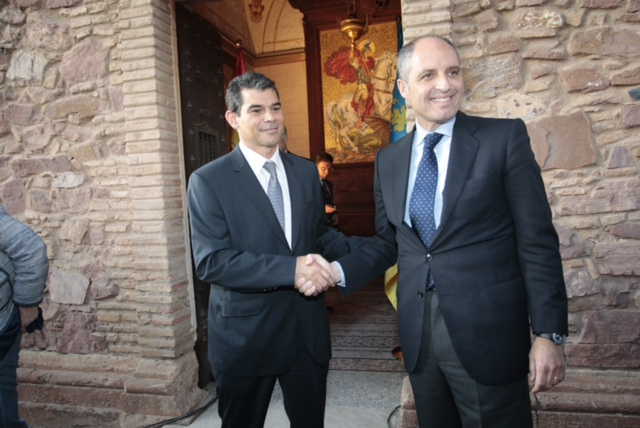
José Manuel Miralles i Francisco Camps en l'acte on Miralles anuncià que Unió Valenciana era absorbida pel PPCV.

José Manuel Miralles i Piqueres (València, 1963) és un polític valencià, que des de 2006 presidix el partit Unió Valenciana, inactiu des de 2011.

## Trajectòria política
Va ser regidor per esta formació en l'Ajuntament de Nàquera (Camp de Túria) des del 2003 fins al 2007. El mateix any 2003 va signar una moció de censura junt als regidors del Partit Popular desallotjant així als socialistes de l'alcaldia. Amb el nou alcalde popular, José Manuel Miralles fou nomenat Tinent d'Alcalde encarregant-se de les àrees d'Urbanisme, Patrimoni i Obres públiques, fins a 2007.
Miralles fou proclamat president d'Unió Valenciana el 28 de maig de 2006 en el marc de la XXXVIII Assemblea Nacional de la formació, sent l'únic candidat que es va presentar en aquella ocasió. Va ser el candidat a la Presidència de la Generalitat Valenciana a les eleccions de 2007, contesa en la que UV va obtenir uns minsos resultats (0,95%) i en la que va rebutjar anar en coalició amb la també blavera Coalició Valenciana i decantant-se per unir esforços amb Los Verdes Ecopacifistas.

### La fi d'Unió Valenciana
El 2011 José Manuel Miralles va anunciar que Unió Valenciana no es presentaria a les eleccions a Corts Valencianes i municipals del mateix any per falta de finançament econòmic i baixes de militants, quan Unió Valenciana no havia fallat mai a unes eleccions autonòmiques i municipals des de 1987. En el mateix acte, Miralles va mostrar el suport que des d'Unió Valenciana es donava al Partit Popular de la Comunitat Valenciana, demanant el vot per ells a les eleccions en un acte conjunt amb Francesc Camps. En resposta a eixes declaracions, el secretari general Lluís Melero va anunciar que intentarien expulsar Miralles del partit per tal d'evitar que les sigles foren absorbides pel Partit Popular. Mentrestant, els regidors i militants d'UV que volien presentar-se a les eleccions locals de 2011, anunciaven la seua presència en llistes d'altres partits, majoritàriament Units per València, qui va absorbir, entre d'altres, els col·lectius de Carcaixent o Torrent, alhora que presentaven al Secretari General d'Unió Valenciana, Lluís Melero, a la llista local de Silla.
Després de les eleccions a les Corts Valencianes de 2011, que el PP tornà a guanyar, es va fer públic que Miralles treballaria a la Conselleria de Governació com a director general de Coordinació del Desenvolupament Estatutari i Consultes Electorals, càrrec del qual seria rellevat en 2014.
| Precedit per: Joaquín Ballester i Sanz | President d'Unió Valenciana 2006 - 2011 | Succeït per: Fi del partit |